# Qie Ding
König Qiě Dīng (chinesisch 且丁) (* ? v. Chr.; † 1434 v. Chr.) herrschte als fünfzehnter oder sechzehnter König der Shang-Dynastie über China.

## Leben
Er war der Sohn des Königs Qie Xin, der der Neffe des vorherigen Königs Qiang Jia war.
In den Aufzeichnungen des Großen Historikers wurde er von Sima Qian als sechzehnter Shang-König aufgeführt, als Nachfolger seines Onkels Wo Jia (沃甲). Er wurde im Jahr Dingwei (丁未) inthronisiert. Die Hauptstadt war Bi (庇). Er regierte etwa 32 Jahre lang, bevor er starb. Er erhielt posthum den Namen Zu Ding und wurde von seinem Cousin Nan Geng (南庚) abgelöst.
Orakelknochen, die in Yinxu ausgegraben wurden, halten alternativ fest, dass er der fünfzehnte Shang-König war.